# Serguéi Zabolotnov
Serguéi Zabolotnov (Taskent, Uzbekistán, Unión Soviética, 11 de agosto de 1963) es un nadador soviético retirado especializado en pruebas de estilo espalda, donde consiguió ser medallista de bronce mundial en 1986 en los 100 metros estilo espalda.

## Carrera deportiva
En el Campeonato Mundial de Natación de 1986 celebrado en Madrid (España), ganó la medalla de bronce en los 100 metros estilo espalda, con un tiempo de 56.57 segundos, tras su compatriota soviético Igor' Poljanskij  (oro con 55.58 segundos) y el alemán Dirk Richter  (plata con 56.49 segundos).